# Andrés Mitrovic
Juan Andrés Mitrovic Guic (Iquique, 21 maggio 1921 – 12 luglio 2008) è stato un cestista cileno.

## Carriera
Soprannominato "Andro" e "El croata", ha giocato nell'Academia de Educación Física, nel Nacional de Osorno e nell'Universidad de Chile; con quest'ultima ha vinto il campionato cileno nel 1943. Con il Cile ha disputato 7 partite alle Olimpiadi del 1948 con il Cile, classificandosi al 6º posto.